# Kocken, tjuven, hans fru och hennes älskare
Kocken, tjuven, hans fru och hennes älskare (originaltitel: The Cook, the Thief, His Wife & Her Lover) är en brittisk film av Peter Greenaway (regi och manus) från 1989. I huvudrollerna ses bland andra Michael Gambon, Helen Mirren, Alan Howard, Tim Roth, Richard Bohringer, Roger Lloyd Pack, Alex Kingston och Ciarán Hinds. Filmmusiken gjordes av Michael Nyman och kostym av Jean-Paul Gaultier.

## Handling
Filmen utspelar sig på en restaurang, där restaurangens ägare Albert Spica (Gambon) varje dag intar sina måltider tillsammans med sin hustru, Georgina Spica (Mirren). Herr Spica utövar en diktatorisk kontroll över restaurangens arbetare, dess gäster och sin fru.